# Regne Antic d'Egipte
El Regne Antic o Antic Imperi fou un període de la història de l'antic Egipte que abasta del 2700 al 2200 aC. També es coneix com "l'Edat de les Piràmides" o "L'Edat dels Constructors de Piràmides", ja que engloba els regnats dels grans constructors de piràmides de la Dinastia IV, com el rei Snefru, sota el qual l'art de construir piràmides va ser perfeccionat, i els reis Quèops, Quefrè i Menkaure, que van encarregar la construcció de les Piràmides de Guiza. Egipte va assolir el seu primer pic sostingut de civilització durant l'Antic Imperi, el primer dels tres períodes anomenats "Regne" (seguit pel Regne Mitjà i el Nou Imperi), que marquen els punts àlgids de la civilització a la baixa vall del Nil.
El concepte d'un "Regne Antic" com una de les tres "edats d'or" va ser encunyat el 1845 per l'egiptòleg alemany Baron von Bunsen, i la seva definició va evolucionar significativament al llarg dels segles XIX i XX. No només l'últim rei del període tinita estava relacionat amb els dos primers reis de l'Antic Imperi, sinó que la "capital", la residència reial, va romandre a Ineb-Hedj, el nom egipci de Memphis. La justificació bàsica per separar els dos períodes és el canvi revolucionari en l'arquitectura acompanyat dels efectes sobre la societat egípcia i l'economia dels projectes d'edificació a gran escala.
El Regne Antic es considera sovint com el període des de la Tercera Dinastia fins a la VI Dinastia (2686–2181 aC). La informació de la quarta a la sisena dinasties d'Egipte és escassa, i els historiadors consideren la història de l'època literalment "escrita en pedra" i en gran manera arquitectònica, ja que és a través dels monuments i les seves inscripcions que els estudiosos han pogut construir una història. Els egiptòlegs també inclouen la setena i vuitena dinasties de Memphis a l'Imperi Antic com a continuació de l'administració, centralitzada a Memphis. Mentre que l'Antic Imperi va ser un període de seguretat interna i prosperitat, a continuació hi va haver un període de desunió i relativa decadència cultural que els egiptòlegs van anomenar el Primer Període Intermedi. Durant l'Antic Imperi, el rei d'Egipte (no anomenat faraó fins al Nou Imperi) es va convertir en un déu viu que governava absolutament i podia exigir els serveis i la riquesa dels seus súbdits.
Sota el rei Djoser, el primer rei de la Tercera Dinastia de l'Antic Imperi, la capital reial d'Egipte va ser traslladada a Memphis, on Djoser va establir la seva cort. Es va iniciar una nova era de construcció a Saqqara sota el seu regnat. A l'arquitecte del rei Djoser, Imhotep, se li atribueix el desenvolupament de la construcció amb pedra i la concepció de la nova forma arquitectònica, la piràmide esglaonada. L'Antic Imperi és conegut per la gran quantitat de piràmides construïdes en aquesta època com a llocs d'enterrament dels reis d'Egipte.

## El faraó (rei d'Egipte)
El faraó (nom per definir al rei) va ser la figura més important de tot Egipte, era el monarca que governava sobre l'Alt i Baix Egipte (depenent de la situació cronològica hi havia més d'un sol rei per problemes sociopolítics i econòmics entre els dos Egiptes). A mitjans de la cinquena dinastia, durant la regència de Nefererkare, el recentment instituït nom de regnat també està inclòs dins d'un cartutx.
La religió va tenir una gran influència com podem veure en la seva mitologia. Consideraven el faraó una divinitat, la representació d'un déu a la Terra, d'aquesta manera es va instaurar un govern basat en la teocràcia, és a dir l'únic que manava per sobre de tothom era el rei (un clar exemple de govern absolutista), ja que era qui tenia el poder absolut.
La mateixa història de l'Antic Egipte va lligada amb els faraons ja que van ser els qui van donar un canvi històric a Egipte. És inevitable parlar d'Egipte sense que els faraons no hi surtin involucrats.
Físicament el rei sempre duia a sobre diversos complements o accessoris de símbols, com per exemple l'ús de barba postissa per demostrar la similitud amb els déus, un altre exemple seria el fuet com a símbol d'autoritat sobre el poble o bé les corones (cada una amb un significat diferent).
En l'àmbit familiar, les dones dels faraons ocupaven una posició imprescindible pel govern d'Egipte, ja fos per portar al món el pròxim rei d'Egipte o per formar part de la cort reial. Així i tot, el faraons podien tenir més d'una dona per sota de la Gran Esposa Reial i eren anomenades esposes secundàries.

## Història
El període tinita d'Egipte s'inicia quan Narmer va unir en un sol regne les terres de l'Alt i el Baix Egipte cap al 3150 aC. El període posterior a la unificació de les corones va ser un període de prosperitat, marcat per l'inici de la Tercera Dinastia i el Regne Antic d'Egipte en 2686 aC.
L'ascens de Djoser marca l'inici del Regne Antic d'Egipte. La justificació bàsica per separar els dos períodes és el canvi revolucionari en l'arquitectura acompanyat dels efectes sobre la societat egípcia i l'economia dels projectes de construcció a gran escala. La residència reial va romandre a Ineb Hedj, el nom egipci de Memphis. Djoser va enviar diverses expedicions militars a la península del Sinaí, que va ser sotmès fent de barrera entre la vall del Nil i Àsia, i hi va enviar expedicions per extreure minerals valuosos com la turquesa i el coure. Durant el seu regnat es van construir les primeres tombes decorades d'Abusir, la necròpolis de Saqqara, on es va aixecar la piràmide esglaonada de Djoser, i un petit temple a Heliòpolis, més tard un famós lloc de culte de Ra, el déu Sol. Durant el seu regnat van sorgir les primeres frases gramaticals completament desenvolupades conegudes a l'antic Egipte.
En aquesta època els nomarques, governants dels antics estats egipcis independents (nomos) es van veure obligats a assumir el paper de governadors o a treballar en la recaptació d'impostos. Els egipcis d'aquesta època creien que el rei era l'encarnació d'Horus, que unia els mons humà i espiritual. Les opinions egípcies sobre la naturalesa del temps durant aquest període sostenien que l'univers funcionava en cicles, i el faraó treballava per garantir l'estabilitat dels cicles. També es van percebre com a persones especialment seleccionades.

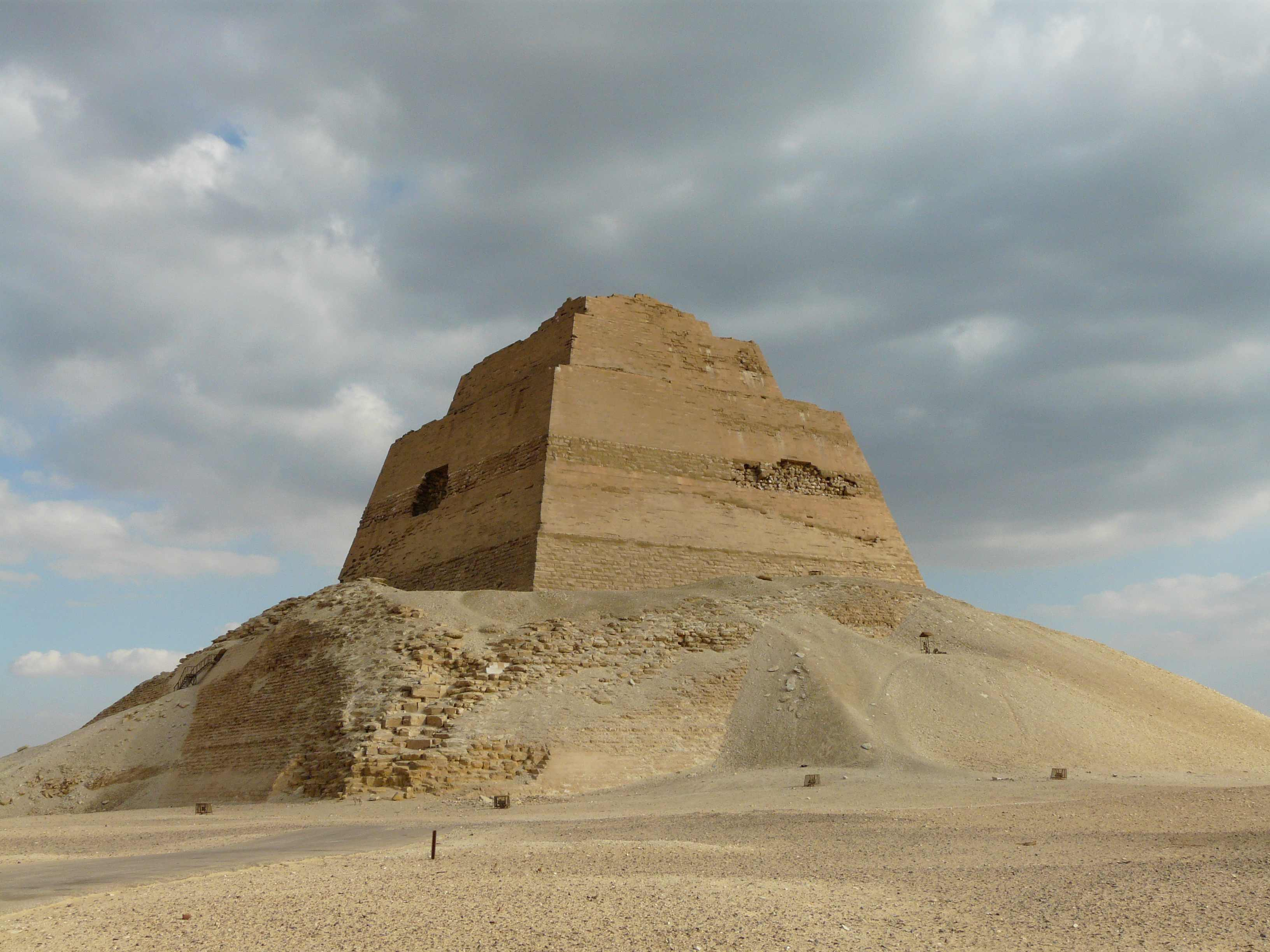
La piràmide de Meidum, encarregada per Snefru.

El Regne Antic d'Egipte va assolir el zenit sota la dinastia IV (2613–2494 aC). Snefru, el primer rei de la Quarta Dinastia, va ocupar territori des de la regió de Líbia a l'oest fins a la península del Sinaí a l'est, i fins a Núbia al sud. Es va fundar un assentament egipci a Buhen, a Núbia, que va durar 200 anys. Després de Djoser, Snefru va ser el següent gran constructor de piràmides, encarregant la construcció de tres piràmides. La primera fou la piràmide de Meidum, s'inicià com una piràmide esglaonada i abandonada després que la carcassa exterior caigués de la piràmide. La piràmide de Meidum va ser la primera a tenir una cambra funerària sobre el terra.

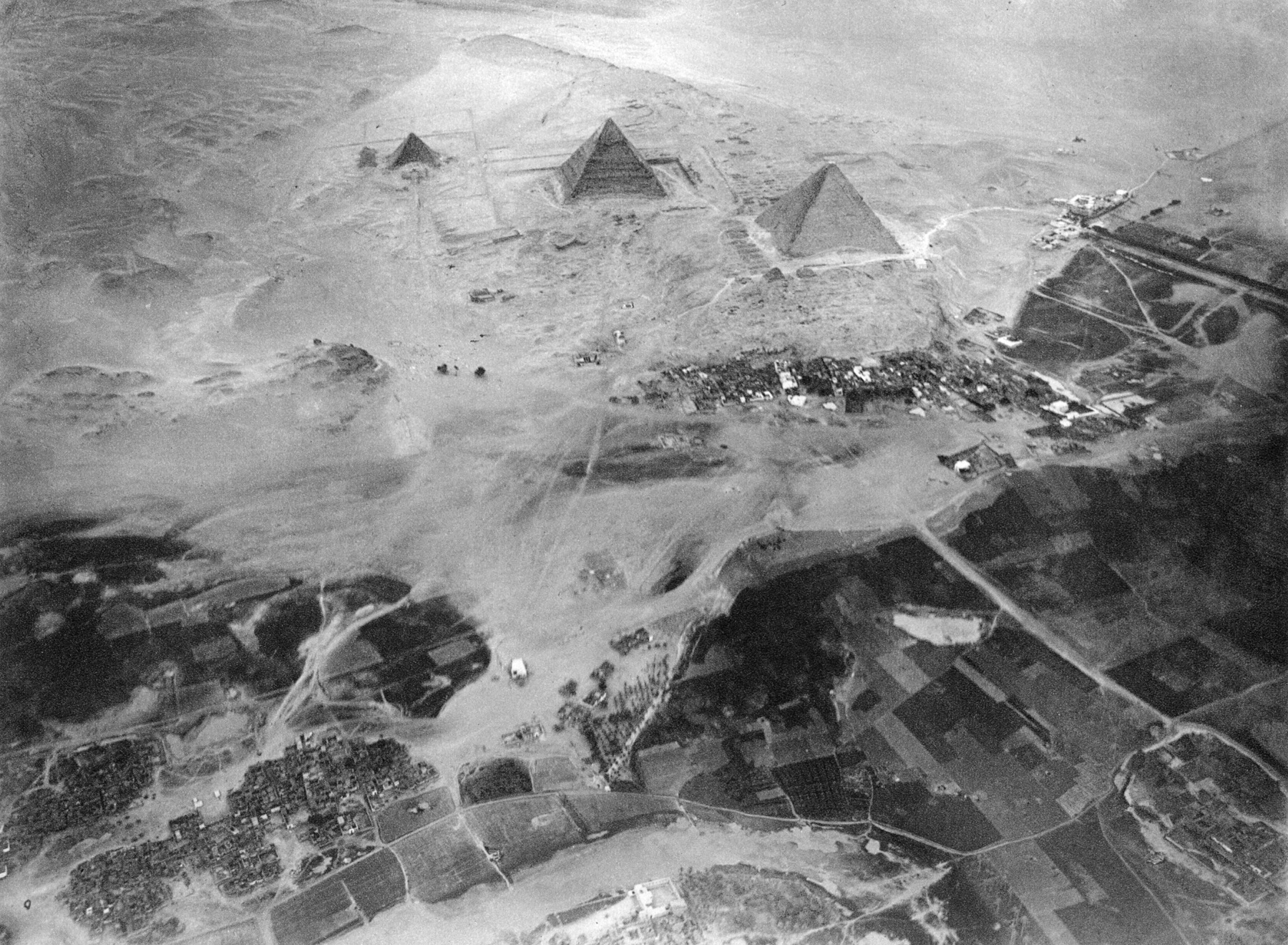
Fotografia aèria del 1904 feta per Eduard Speltterini des d'un globus a 600 metres d'altura.

El fill i successor de Snefru, Quèops, va construir a Guiza la piràmide de Quèops a la que es van afegir la del seu fill Quefrè, i la de Menkaure. El successor de Quèops, el seu fill Djedefre, va començar una piràmide a Abu Rawash, i Bakka en va començar una a Zawiet al-Arian. L'últim rei conegut de la dinastia, Xepseskaf, va construir una mastaba monumental al sud de Saqqara i va ser l'únic governant del Regne Antic que no va començar una piràmide. Aquestes obres, especialment la Gran Piràmide, mostren un gran domini de la topogràfia i la planificació, i la maçoneria monumental amb grans o colossals blocs individuals ajustats amb molta precisió.
No se sap del cert com el faraó Userkaf va fundar la dinastia V. El papir Westcar, escrit durant el Regne Mitjà, explica la història de com el rei Quèops de la dinastia IV va rebre una profecia que els trigèmins nascuts de l'esposa del sacerdot de Ra a Sakhbu el derrocarien a ell i als seus hereus, i com va intentar executar aquests nens, anomenats Userkaf, Sahure i Nefererkare; tanmateix, en els darrers anys, els estudiosos han reconegut aquesta història com a màxim una llegenda i admeten la seva ignorància sobre com va succeir la transició d'una dinastia a una altra.
Durant la dinastia V el càrrec de nomarca esdevé hereditari, es van aixecar tombes en els seus propis dominis i sovint tenien els seus propis exèrcits. Per a contrarestar i controlar el seu poder creixent el faraó creà la figura del governador del sud. L'excavació a Hawara per crear el canal ara conegut com a Bahr Yussef va augmentar el volum d'entrada al llac Moeris, i els projectes de drenatge i recuperació de terres concurrents veurien explotat el llac amb finalitats agrícoles.
Durant aquesta dinastia, la religió de l'antic Egipte va fer diversos canvis importants. Apareixen les primeres còpies conegudes d'oracions funeràries inscrites a les tombes reials conegudes com els textos de les Piràmides. El culte al déu Ra guanya importància, i els reis des d'Userkaf fins a Menkauhor Kaiu van construir temples dedicats a Ra a Abusir o prop. Al final d'aquesta dinastia, el culte a la deïtat Osiris pren importància, sobretot en les inscripcions trobades a la piràmide d'Unas. La disminució de la importància del culte de Ra durant la dinastia V va portar al desenvolupament de l'Ennéada, un grup de nou deïtats egípcies importants que va situar les altres en un estat subordinat a Atum.
Al final de la dinastia VI la decadència del poder reial causà conflictes entre les províncies veïnes i intenses rivalitats i guerres entre si, i finalment el fraccionament del país desembocant en el Primer Període Intermedi, l'edat d'or dels nomarques.

## La societat
La necessitat de realitzar grans treballs hidràulics que regulessin les crescudes del Nil obligà a crear una estructura organitzativa cada cop més complexa, que fou el germen de l'estat centralitzat egipci. Els treballs de drenatge i irrigació reclamen la cooperació de tota la comunitat, creant un vincle econòmic que genera la solidaritat social i que condueix a la unificació política de tota la regió, la qual depèn d'un mateix sistema fluvial.
La societat estava jerarquitzada en tres estats:
- Faraó: depositari del dret diví, posseïa tots els poders per mediació d'Horus.
- Alts funcionaris i sacerdots.
- Poble: artesans, camperols...

Tot i que la idea d'un faraó ric que sotmetia els artesans és molt extensa, no és del tot exacta. Els faraons regalaven diversos drets, estava estesa la propietat privada, hi havia possibilitat d'ascens i, fins i tot, els càrrecs es podien fer hereditaris.
El faraó era propietari de persones i terres, teològicament, però en realitat la propietat privada era un dret amb garanties jurídiques i legals, garantida per l'estat si estava registrada, i existien censos bianuals de béns, mobles i immobles.
La majoria dels antics egipcis eren pagesos, ja que la seva font de comerç era a través de la agricultura i vivien i treballaven en una propietat privada d'alguna família d'importància social o directament eren territoris del faraó.
Les mares eren les encarregades de cuidar els nens i la família mentre que el marit era el que s'encarregava de les tasques que permetien guanyar ingressos.
En general Egipte va ser una societat molt higiènica i donaven molta importància a l'aparença, la majoria de ciutadans es banyaven en el riu i utilitzaven un sabó fet de greix animal i guix, a més estava ben vist que els homes anessin completament afaitats ja que donava una impressió de netedat i per després poder-se perfumar (depenent de la classe social no tenien perfums). Altres trets de la seva vida quotidiana eren els domicilis, com hem dit amb anterioritat eren molt higiènics, així doncs, el mobiliari donava una imatge de la persona qui hi vivia.
La seva dieta estava basada en el pa i la cervesa, complementats amb verdures i fruites, el vi i la carn la consumien en cas d'alguna celebració encara que els de classes treballadores no el consumien freqüentment, en canvi les altes classes i el rei en menjaven més sovint.
Malgrat l'esforç que havia de lliurar el poble, gaudien de moltes activitats d'entreteniment som el senet (era un joc de taula).

### La població urbana
Es concentrava, fonamentalment, en el curs inferior del riu en diverses poblacions del delta del Nil i la vall del Nil. Els nuclis urbans eren el motor ideològic d'Egipte. Allà s'hi arrelava el comerç, les classes riques i cultes. Es constituïren en centres culturals i religiosos. La ciutat més important d'aquesta època fou Memfis, la capital.

### La població rural
Era la base de l'economia. Assentada en poblacions menors, estava composta fonamentalment per agricultors, camperols, ramaders i treballadors lliures que rebien un sou en espècie. L'existència de mercats implicava que també entre ells estigués estesa la propietat privada.

## L'administració
El càrrec més important era el de visir, que presidia l'administració central, i era designat pel faraó. Disposava del seu propi consell: els caps de missió. Presidia la cort de justícia com a cap de la Gran casa de Justícia. També era el guardià dels arxius. A més, dirigia la hisenda pública, que centralitzava les taxes i els productes del camp, i era l'encarregat de l'agricultura i de la casa reial.
En un estat inferior al de visir, hi havia el canceller del rei del Baix Egipte, títol que acabà sent merament honorífic; i el canceller del déu, encarregat de les expedicions militars i comercials.
La justícia, prerrogativa reial, disposava d'un conjunt de lleis escrites (conegudes parcialment per referències), sense pena de mort ni càstigs cruels. Era un dret egipci apel·lar en última instància al rei.
El "ministeri" de cultura s'ocupava de dos afers: camps i ramaderies. Neix la figura de l'arrendatari d'una propietat reial.
Hi havia un arxiu que s'anomenava Casa de Vida, en el qual es reunien tots els documents relatius al funcionament de la ciutat. Entre els escribes, es trobava el cap dels secrets, que s'ocupava de les qüestions religioses.
L'administració provincial estava basada en la figura del nomarca, "el que obre els canals", que era responsable de la irrigació, del rendiment agrícola, de recaptar taxes i fixar els límits de les propietats després de la inundació anual. En aquesta època, el nombre de nomos fou de 38 a 39.

## Arquitectura
Els monuments d'aquesta època mostren la intel·ligència i capacitat organitzativa de l'administració pública i dels seus arquitectes per a construir-los, ja que havien de coordinar i organitzar equips de treballadors provinents de tot Egipte, que treballaven per temporades i cobraven de l'estat en espècies. Aquesta capacitat, unida a la destresa i habilitat dels artesans egipcis posa de manifest l'alt grau d'esplendor que aconseguí la civilització egípcia.
Els complexos funeraris de l'Imperi antic, constituïts en pedra, formaven part d'un conjunt en què es disposaven, normalment, la piràmide principal, el temple funerari juntament amb la piràmide, un temple de la vall amb un moll i un camí processional que comunicava aquests edificis. Es complementaven amb piràmides subsidiàries, vaixells solars en fossats, capelles, magatzems, etc. Eren extraordinaris espais arquitectònics, ideats per dur-hi a terme solemnement les cerimònies d'enterrament.

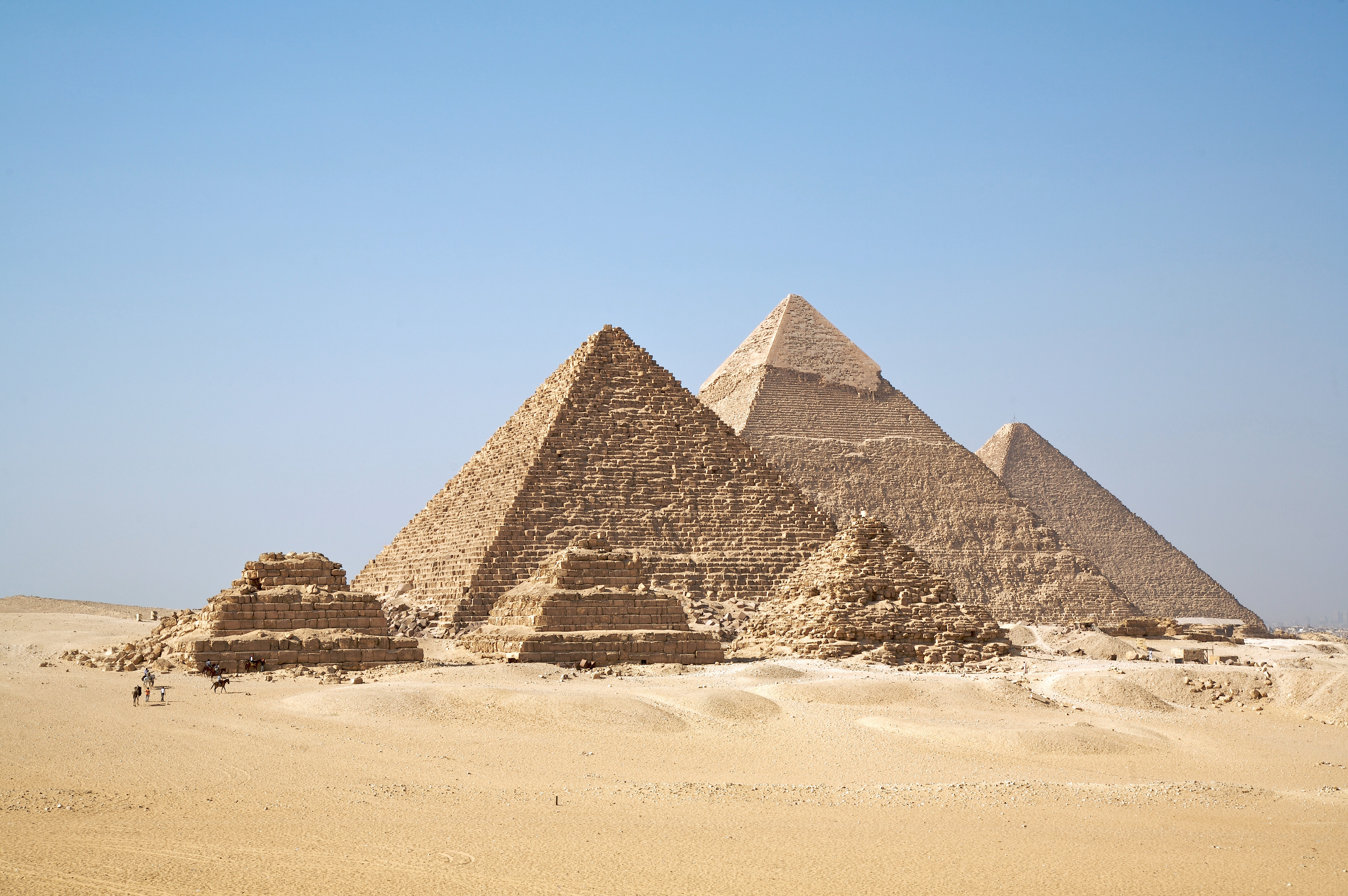
Les piràmides de Giza

Els faraons de la dinastia III iniciaren la construcció de piràmides a Saqqara, a la riba oposada de la nova capital, Memfis. El savi i arquitecte Imhotep construí per al faraó Dyeser (c. 2737-2717 aC) el complex funerari de Saqqara, per primer cop totalment executat en pedra, constituït per una piràmide esglaonada i un conjunt de temples simbòlics intercomunicats mitjançant patis. La piràmide esglaonada del faraó Dyeser és l'edifici més antic conservat d'arquitectura monumental; erigit a manera de sis mastabes superposades, és considerat la primera fase del desenvolupament de les piràmides, que substituïren les mastabes com a tombes reials.
Els faraons de la dinastia IV erigiren piràmides monumentals. Seneferu fou el creador de tres grans piràmides, i construí la primera piràmide clàssica. El seu fill Keops va construit la piràmide de Giza, de 146 m d'alçada, conformada per uns 2,5 milions de blocs de pedra, l'única de les set meravelles del món que ha perdurat. Kefren construí una piràmide, més petita, i Micerí n'aixecà la tercera, on, segons la tradició, foren enterrats.
Els faraons de la dinastia V erigiren a Saqqara complexos de piràmides més senzilles, pitjor executades constructivament, dedicant gran esma en l'erecció d'un nou tipus d'edifici: els temples solars, reflex d'una nova doctrina religiosa, la mística solar del clergat d'Heliòpolis, abandonant les pràctiques dels sacerdots de Memfis.

## Literatura
Els texts que ens han arribat d'aquest període es classifiquen en diversos tipus:
Els texts religiosos són els més antics que es coneixen d'aquesta època, i tenen relació amb el més enllà, la Duat, la vida després de la mort física, descrivint-hi què haurà de fer l'esperit del faraó per aconseguir la immortalitat, l'únic egipci que podia obtenir-la.
Aquests són els texts de les piràmides, un conjunt heterogeni d'himnes, conjures i normes útils, compilats pel clergat memfita per a després de la mort, en el viatge per a la Duat, i gravats en l'interior de les piràmides durant l'Imperi Antic, tot i que la procedència d'alguns texts seria predinàstica, com l'anomenat "himne caníbal". La seva evolució donarà lloc als texts dels sarcòfags, en l'Imperi Mitjà i el Llibre dels Morts, en l'Imperi Nou.
Les lliçons sapiencials, texts pedagògics amb ensenyaments i consells cívics i morals, gestats en les Cases de Vida pels escribes, eren bons exemples de retòrica, com els ensenyaments de Ptahhotep, els ensenyaments per a Kagemny o els ensenyaments d'Hordyedef.
Els texts de caràcter històric narren esdeveniments i fites de gran valor històric, com la biografia de Neferseshemra, o els fragments de la pedra de Palerm, amb anals que incloïen reis predinàstics.
També hi havia texts de caràcter tècnic, com els papirs, de caràcter administratiu, trobats en els arxius del temple de Neferirkara, a Abusir.
S'han trobat també texts de teatre religiós, en què s'escenificaven les aventures del déu Horus.